# Acido indol-3-acetico
L'acido indol-3-acetico (IAA) è un acido carbossilico.
Fu la prima molecola isolata del gruppo delle auxine.

## Biosintesi
È prodotto nel meristema apicale delle gemme e nelle giovani foglie delle piante generalmente a partire dal triptofano, tuttavia alcune piante possono sintetizzarlo anche a partire da altre sostanze.

## Sintesi chimica
Chimicamente, può essere sintetizzato facendo reagire l'indolo con acido glicolico in ambiente basico a 250 °C:
Molti tipi di sintesi sono stati sviluppati dopo la sintesi originaria da indolo-3-acetonitrile.